# کارل والزر
کارل والزر (چکی: Karel Wälzer; ۲۸ اوت ۱۸۸۸ – ۰ ژانویهٔ ۱۹۴۸) بازیکن هاکی روی یخ اهل چکسلواکی بود.